# Cystium
Cystium là một chi thực vật có hoa trong họ Đậu.